# Ікарус 280
Ikarus 280 — відомий 16-метровий зчленований угорський автобус для виключно міських перевезень, що збирався у Будапешті, Угорщина, у 1973—2002. роках у великій кількості екземплярів та поставлявся у ледь не половину країн світу. Має «коротку» версію під назвою «Ikarus 260», часто обрізався під нього. За час його виробництва було випущено близько 60 модифікацій даного автобуса.

## Модель

### Створення і поставки

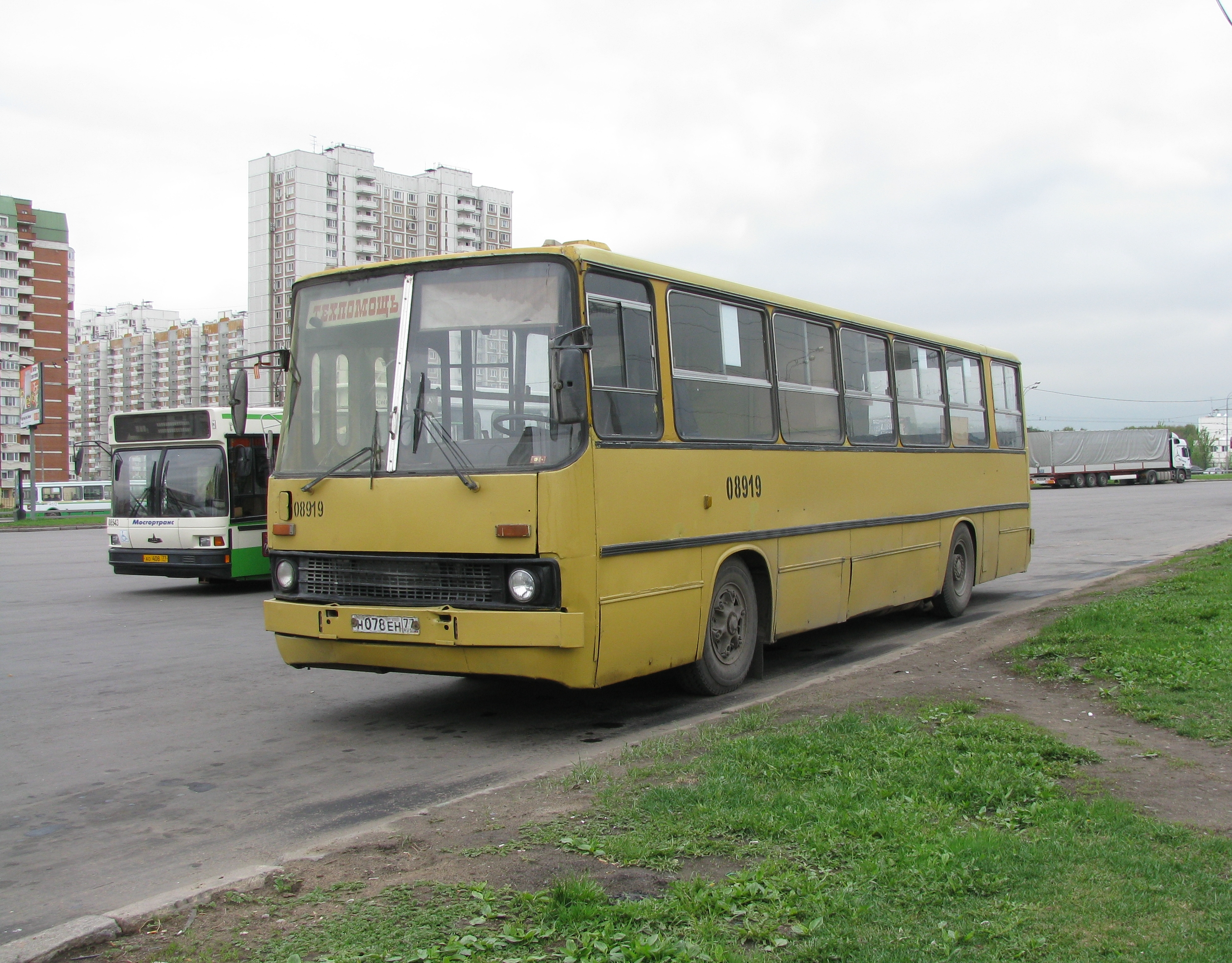
Обрубаний Ikarus 280 як технічний, на задньому плані МАЗ 104

Проект створення Ikarus 280 почався у 1973 році, після вдалого освоєння Радянським Союзом автобуса Ikarus 260 -- «короткої» версії зчленованого 280-го. На відміну від 260-го, 280 модель почала одразу експортуватися. У СРСР з'явилася літом 1973, а у кінці того ж року прибула і в Україну. Експорт автобусів продовжувався ще два десятки років, автобуси постачались і в Прибалтику, і на Балкани, і навіть до Ірану та Тунісу, понині використовуються у Туреччині. З 1980-х, кабіну водія почали встановлювати окремо від салону за допомогою перегородки. Ikarus 280 прибували до СРСР великими партіями до 1991 року, до розпаду Радянського союзу. Навіть попри загальні зручності автобуса, вони залишалися занадто незручними через свою довжину у багатьох містах СНД. З кінця 1980-х Ikarus 280 були модифіковані на СВАРЗі, де проходили ремонт, також отримували назву СВАРЗ-Ikarus 280. У 1995—1998 році на Ярославльському моторному заводі та на Сокольницькому вагоноремонтному проводили обрубання Ikarus 280 — їм відрізали причеп з гармошкою і заліплювали задній міст або мостом з причепом або забивали залізними листами. Ці автобуси автоматично перетворюватися у 260 моделі або ставали технічними. Автобус загалом став відомий не у останню чергу через свій зчеплювальний вузол-гармошку, тому його так і називали «гармошка», «автобус-гармошка» чи «гармошковий»; такі або схожі назви-прізвиська також отримують і сучасні зчленовані автобуси або тролейбуси. Нині ці автобуси масово не використовуються у СНД, за винятком Угорщини, де ці автобуси досі залишаються популярними.

### Технічний опис

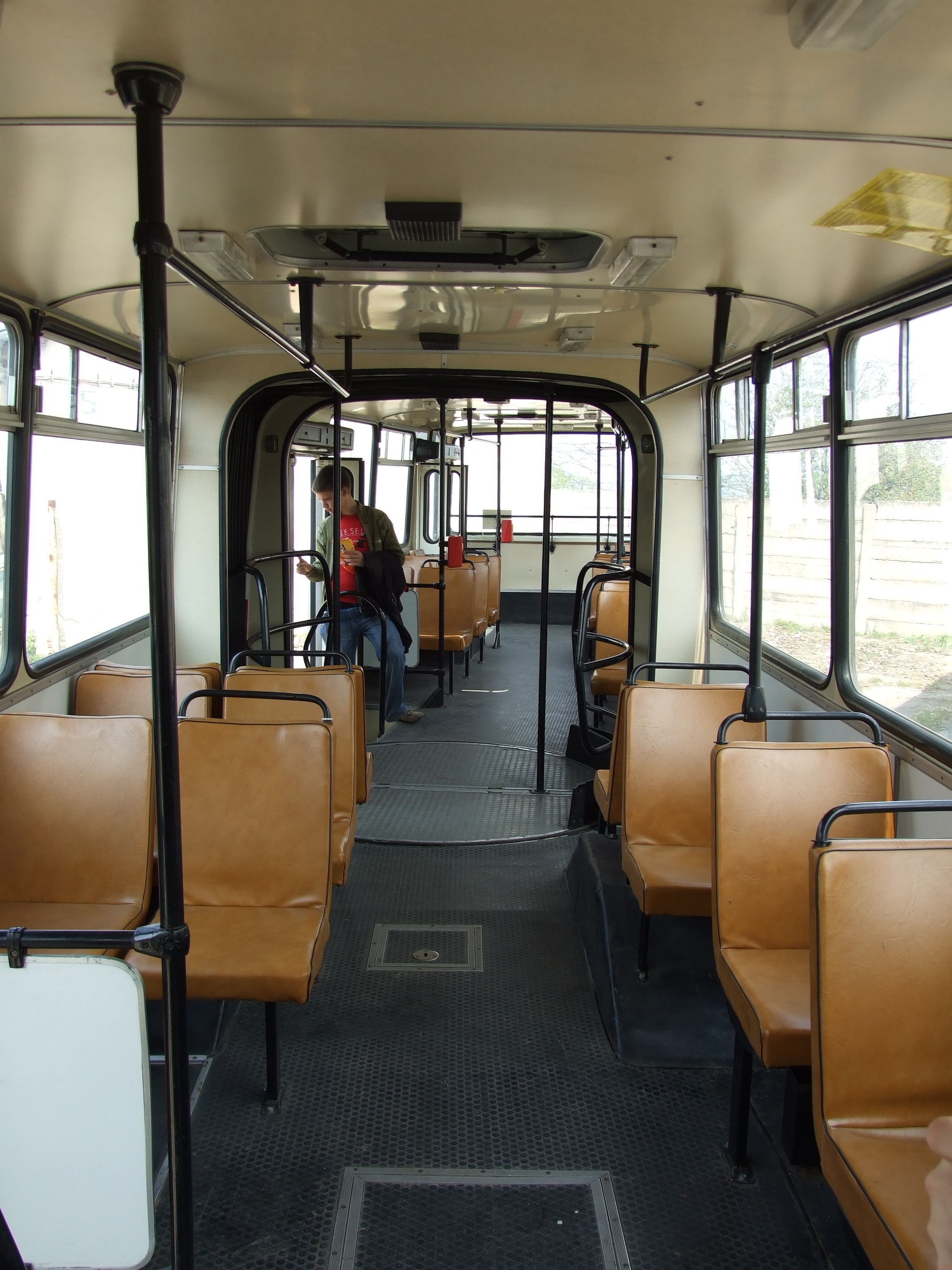
Салон Ikarus 280

Зазвичай, їх фарбували (в Угорщині, на заводі Ikarus) у яскраво-жовтий, або у синій кольори - це найхарактерніші кольори автобусів цих моделей. Дуже часто до стандартного пофарбування додаються смужки на боках білого кольору. Також трапляються автобуси червоного (дуже зрідка) і зелено-білого кольорів. Рекламу на них практично не клеять. Ikarus 280 за габаритами нічим не поступається сучаснішим автобусам — його довжина 16.5 м, у ширину 2.5 м і у висоту 3.2 м. Зазвичай, автобус оббитий залізом або цинком і покритий пластиком та склопластиком поверх металу. Передня панель (передок) автобуса уніфікована з міськими Ikarus: лобове скло невелике, склоочисники важільні, радіатор з свічами запалу міститься під оббивкою передка. Фари одинарні, також додатковою опцією є протитуманні фари. Бампер великого розміру, зварний, кріплений шурупами поверх кузова, на ньому розташовується номер автобуса. Кузов дволанкового типу (зчленований), за тягач узято автобус Ikarus 260, його коротка версія. Боки автобуса оснащені потужними габаритними вогнями, іноді над кабіною розміщуються три мигалки, що позначують автобус як автопоїзд. Задок автобуса має невелике заднє скло та чотири задні фари. Модлінг (бокові острішки) у цього автобуса зазвичай відсутні.

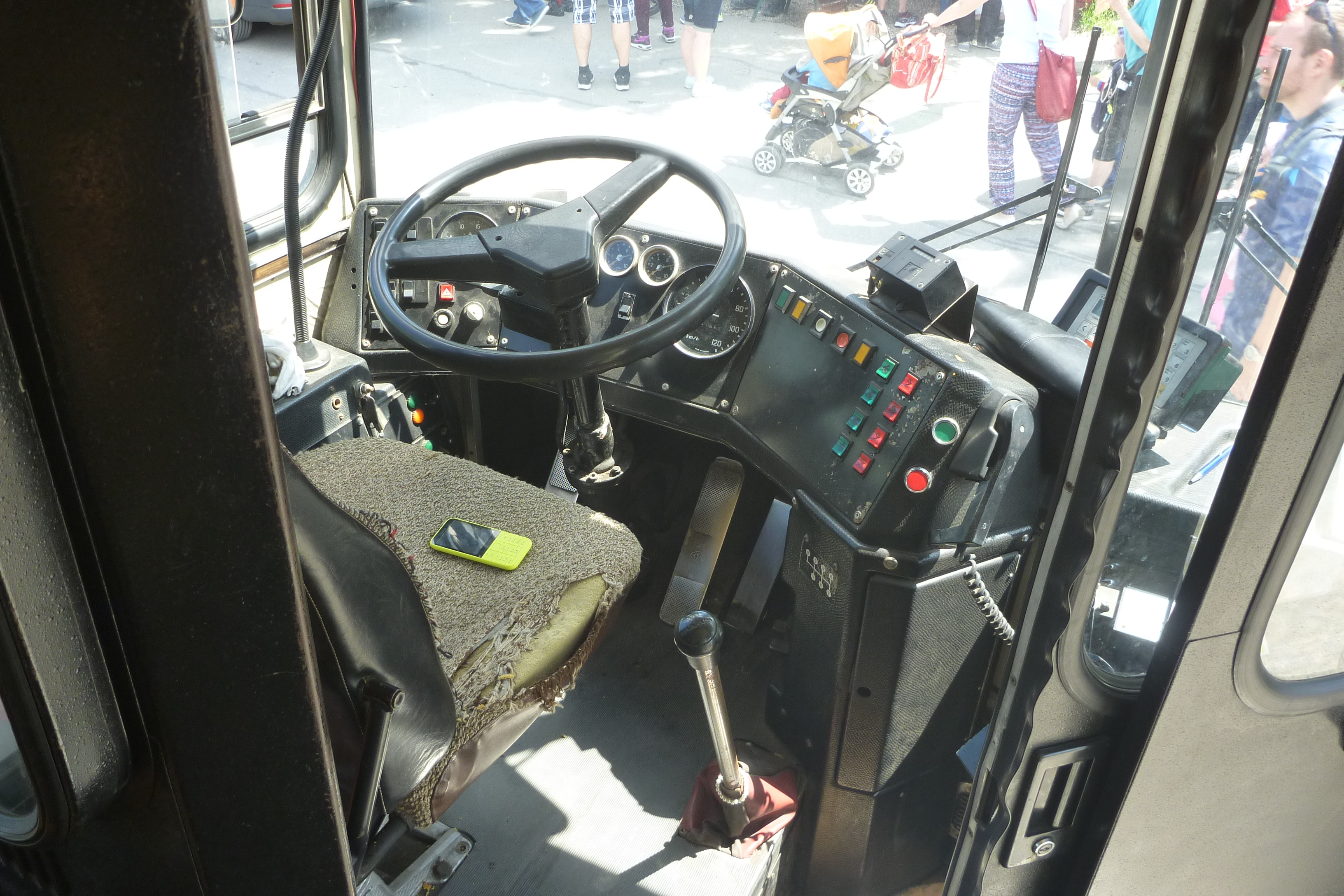
Приладова панель Ikarus 280

Ikarus 280 відзначається підвищеною комфортністю перевезення і пасажиромісткістю. Вдалий експеримент зі зняття декількох крісел у моделі Ikarus 260 дозволив збільшити пасажиромісткість до 102 чоловік. У цьому випадку пасажиромісткість 280 моделі становить 170 чоловік, з яких 37 сидячих місць і 132 стоячих. Крісла м'які, роздільного типу, замшеві або шкіряні, хоча на замовлення може встановлюватися антивандальне покриття. Крісла розташовані попарно праворуч і одинарні ліворуч (причеп та більша частина тягача). Гармошка гофрована, двоскладна та з безпечним вузлом зчленування, завдяки якому можна переходити з секції у секцію. Ближче до кабіни водія крісла розташовані дещо інакше: 5 місць (3—8 по розрахунку від кабіни) зсунуті у праву сторону, місця справа залишаються парними. Поручні або металічні з залізної труби, або пластикові у новіших варіантах автобуса. Збірні майданчики зроблені методом зняття крісел у причепі і у задній частині тягача. Підсвітка автобуса плафонова, розташовується на стелі та біля дверей. Дверей 4, двійчастих, відкриваються поворото-зсувними пневмоприводом, який регулюється з кабіни водія. Кабіна водія відокремлена перегородкою від салону, передня частина передніх дверей відведена для водія. Крісло водія м'яке і комфортне, регулюється у висоту і глибину. Дошка приладів зроблена у стилі торпедо. Базові кнопки (як привід відкриття/закриття дверей) розташовані на правій панелі. Важіль коробки передач розташований дещо незручно, він моделі ASH або від ZF, коробка передач розрахована на 6 «швидкостей». Кермо RABA з гідропідсилювачем, що полегшує його обертання. Стрілкові прилади розміщені прямо під кермом. Тахометр, бензинометр, розігрів двигуна, маслометр та інші прилади об'єднані у один великий покажчик з різними відділеннями для показників. Спідометр великого розміру, типовий для Ikarus, остання на ньому позначка «120 км/год», хоч такої швидкості автобус не набирає. Додаткові кнопки розміщені зліва від водія. Ручних дверей для виходу з лівого боку немає. Обладнання може замінюватися на новіше при потребі чи поломці.

### Характеристика моделі
Переваги Ikarus 280:
- велика пасажиромісткість у 170 чоловік
- зручні сидячі крісла, можливість їх зняття
- непримхливість моделі та високий строк служби
- пристосованість до українських та російських доріг з будь-яким покриттям та низькоякісною кладкою
- пневматично-ресорсна підвіска, покращена ходова частина
- підвищена безпека салону

Недоліки Ikarus 280:
- холод у салоні зимою
- високі витрати палива у міському режимі до 50 літрів дизпалива
- відчутний шум двигуна
- незручні встановлення важеля перемикання передач

Конструктивні рішення:
- поворотний і склоочисні важелі об'єднано у мультиджойстик
- задля підвищення комфорту перевезення встановлюються 20 додаткових крісел
- невеликі стрілкові прилади об'єднано у один великий
- можливість зняття крісел для створення збірних майданчиків
- запасні колеса тримаються у зчеплювальному вузлі зсередини
- оббивка підлоги з лінолеуму чи пластиковим покриттям металевої підлоги замість низькоякісних гумових панелей, що швидко псуються

Додаткові опції:
- встановлення протитуманних фар
- рестайлінг автобуса під 283 модель
- можливість перепланування та переробки деяких елементів кузова за бажанням замовника.
- можливість зняти чи встановити додаткові крісла

### Модифікації

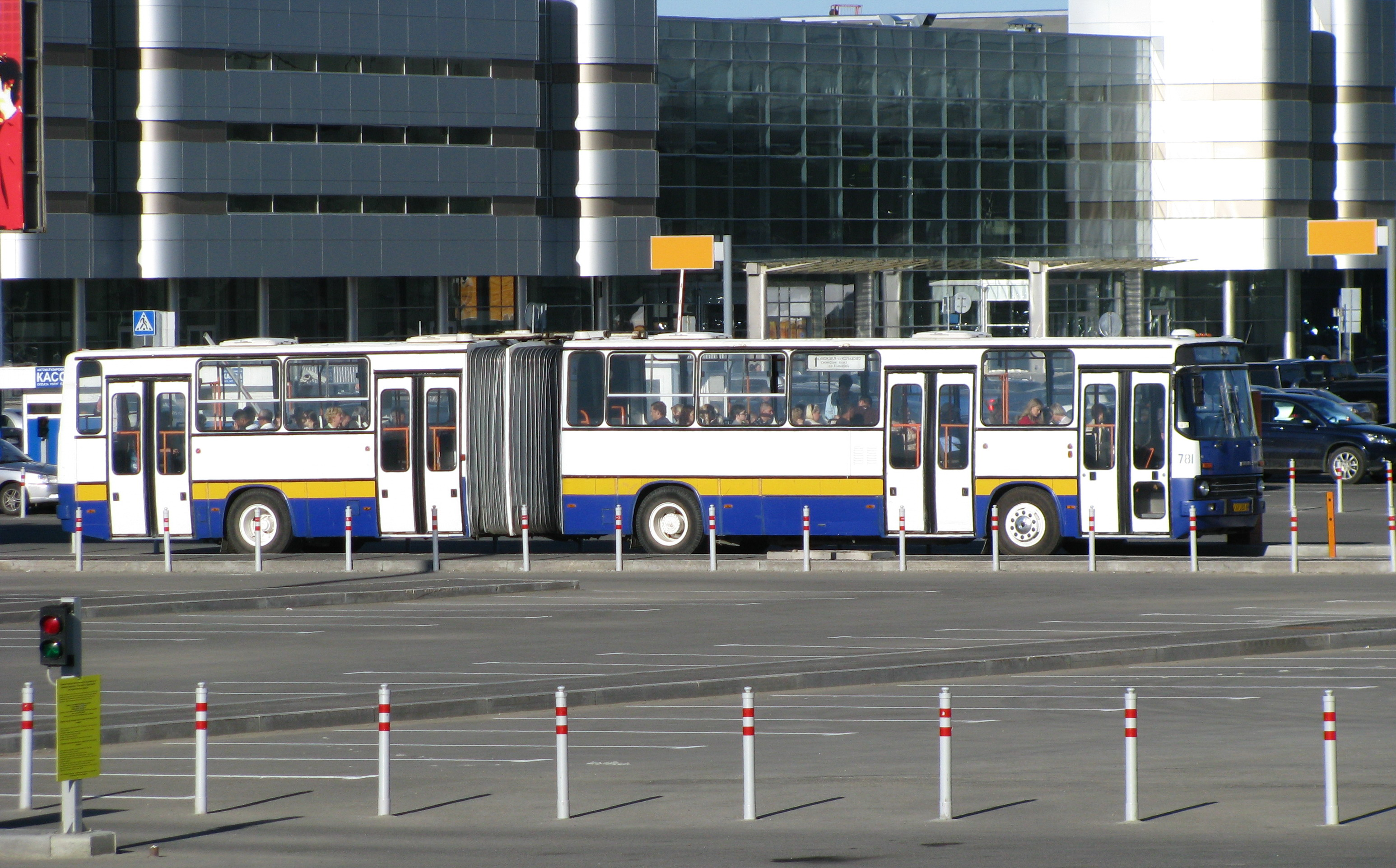
Ikarus 283, «родич» 280-го, у Єкатеринбурзі

За час виробництво було зроблено близько 70 модифікації цього автобуса. Базові:
- Ikarus 280.00 — базова модель
- Ikarus 280.01 — загалом змінився мало, окрім додаткових кватирок та відокремленої кабіни водія, коробка передач ASH, двигун Raba-D2156НМ6U, максимальна швидкість — 65 км/год.
- Ikarus 280.02 — виготовлявся для Німеччини у 1978—1990 роках.
- Ikarus 280.03 — автобус вирізнявся встановленням 56 сидячих місць і можливістю занести у салон великогабаритні речі. Мав номінальні збірні майданчики якраз для великогабаритних речей.
- Ikarus 280.04
- Ikarus 280.05
- Ikarus 280.06
- Ikarus 260.10A
- Ikarus 280.33 — випускався у 1984—1993. Мав повністю відокремлену кабіну водія від салону і нову коробку передач ZF S6-90U.
- Ikarus 280.33M
- Ikarus 280.33МА
- Ikarus 280.36
- Ikarus 280.40
- Ikarus 280.48 — випуск 1980-х років до 1991. Поставлявся у СРСР у 1987—1989 роках, в Україні незначна кількість працювала в Києві .
- Ikarus 280.64 — випуск 1989—1990. Значно змінився дизайн автобуса, нові фари і бампер, сидіння зроблені з іншого матеріалу, поручні замінили на пластикові. Перегородка водія не мала дверей до салону, було встановлено нові світильники у формі трапеції.
- Ikarus 283 — окрема серійна модель, є по суті тим же Ikarus 280, тільки оновленим і частково рестайлінгованим.

## Технічні характеристики

### Загальні характеристики моделі
| Параметр                         | Характеристика              |
| -------------------------------- | --------------------------- |
| Модель                           | Ikarus 280                  |
| Тип                              | зчленований автобус         |
| У виробництві, роки              | 1973—2000                   |
| Виробник                         | Ikarus (Будапешт, Угорщина) |
| Кількість вироблених екземплярів | понад 5000                  |
| Подібні моделі                   | Ikarus 260, Ikarus 283      |
| Модифікації                      | описані докладно вище       |

### Кузов і габарити
| Параметр                       | Характеристика                                                  |
| ------------------------------ | --------------------------------------------------------------- |
| Кузов                          | Дволанковий, одноповерховий, вагонного компонування, тримальний |
| Довжина, мм                    | 16500                                                           |
| Ширина, мм                     | 2500                                                            |
| Висота, мм                     | 3200                                                            |
| Колісна база (тягач)           | 6200                                                            |
| Колісна база (причеп)          | 5400                                                            |
| Передній звис, мм              | 2460                                                            |
| Задній звис, мм                | 2440                                                            |
| Рівень підлоги, см             | 65 (до сходинки) 92 (рівень підлоги салону)                     |
| Дорожній просвіт (кліренс), мм | 350                                                             |
| Ресурс кузова, роки            | 25                                                              |
| Мінімальний радіус повороту, м | 10.5                                                            |

### Салон і кабіна водія
| Параметр                        | Характеристика                                                                      |
| ------------------------------- | ----------------------------------------------------------------------------------- |
| Настил підлоги                  | лінолеум або бакелізована фанера                                                    |
| Сидіння                         | роздільного типу, оббиті замшею або шкірою                                          |
| Поручні                         | сталеві або пластикові, вертикальні біля дверей, горизонтальні зверху вздовж салону |
| Двері                           | ширмові, двійчасті, відкриваються пневмоприводом дистанційно з кабіни водія         |
| Формула і кількість дверей      | 4 штуки, 2—2—2—2                                                                    |
| Усього сидячих місць, штук      | 37 (стандартно)                                                                     |
| Усього стоячих місць, чол       | 132                                                                                 |
| Загальна пасажиромісткість, чол | 168—170                                                                             |
| Кабіна водія                    | відокремлена від салону перегородкою та звукоізольована                             |
| Панель керування, матеріал      | з пластику або склопластику                                                         |
| Вентиляція у салоні             | через кватирки або примусова через люки                                             |
| Матеріал зчеплювальної гармошки | гофр                                                                                |
| Зчеплювальний вузол             | вузол дозволяє пересуватися з секції у секцію                                       |

### Двигун і коробка передач
| Параметр                                         | Характеристика            |
| ------------------------------------------------ | ------------------------- |
| Тип двигуна                                      | дизельний                 |
| Марка двигуна                                    | Raba-D2156НМ6U            |
| Кількість циліндрів, штук                        | 6                         |
| Робочий об'єм, літри                             | 10.35                     |
| Потужність двигуна, кіловат                      | 180 (320 кінські сили)    |
| Об'єм паливного бака, літри                      | 250                       |
| Номінальний обертальний момент, Нм               | 696                       |
| Максимальна кількість обертів двигуна, оберти/хв | 3200                      |
| Тип КП                                           | ASH 75.2-A8 або ZF S6-90U |
| Кількість передач коробки передач, штук          | 6                         |

### Ходові характеристики
| Параметр                                                             | Характеристика                                                                 |
| -------------------------------------------------------------------- | ------------------------------------------------------------------------------ |
| Шини, тип                                                            | 12.00 R 22.5                                                                   |
| Швидкісна категорія шин                                              | J                                                                              |
| Змінні шини можуть зберігатися у                                     | багажник, задня частина салону замість двох сидячих місць, у вузлі зчленування |
| Максимальний кут підйому при повному салоні, %                       | 17                                                                             |
| Максимальна швидкість руху при повному завантаженні, км/год          | 60                                                                             |
| Максимальна швидкість руху при порожньому салоні, км/год             | 66—67                                                                          |
| Розгін 0—40 км/год (при повному салоні), за, не більш ніж, сек       | 22                                                                             |
| Розгін 0—60 км/год (повний/пустий салон), за, не більш ніж, сек      | 34/25                                                                          |
| Витрати палива при швидкості руху 60 км/год на 100 кілометрів, літри | 30.5                                                                           |
| Витрати палива при русі по місту, літри                              | 44—50                                                                          |
| Гальмівний шлях з 60 км/год, метри                                   | 36.6                                                                           |

## Фотографії автобусів Ikarus 280

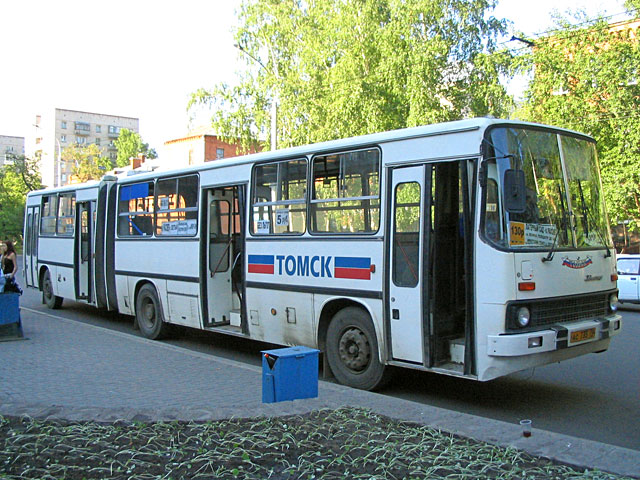
Ікарус 280. Томськ.
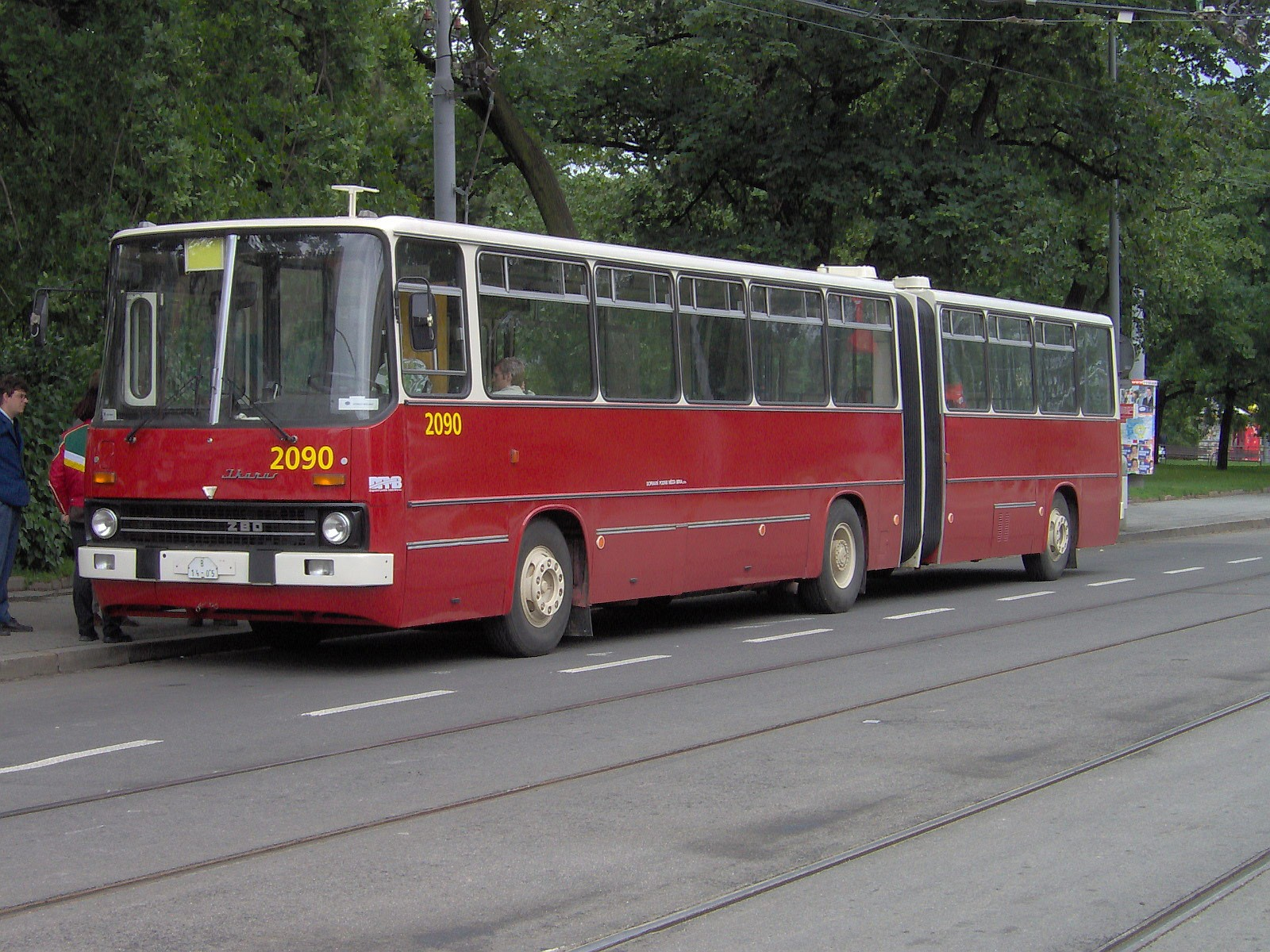
Ікарус 280. Брно.
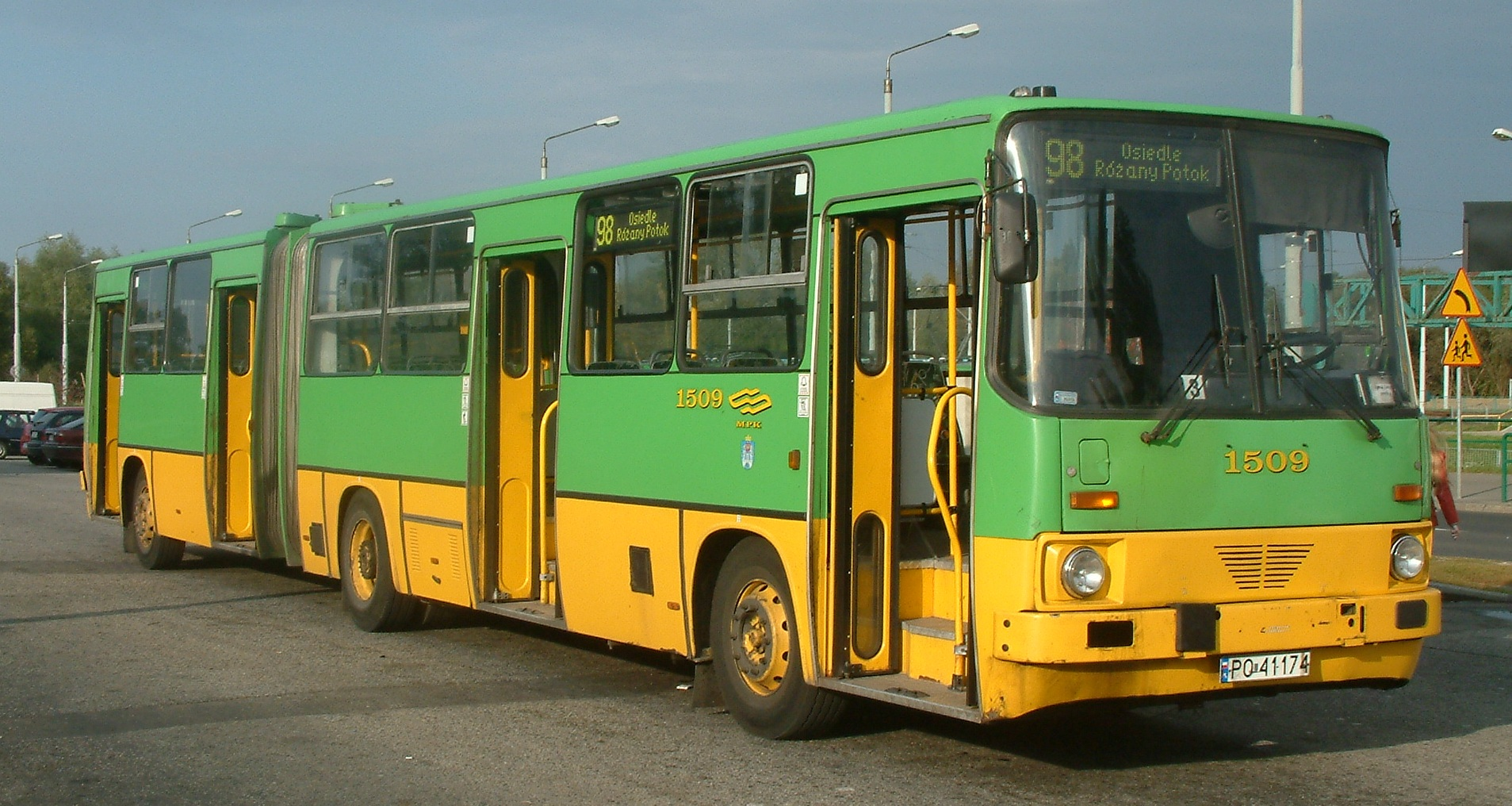
Ікарус 280 RB1
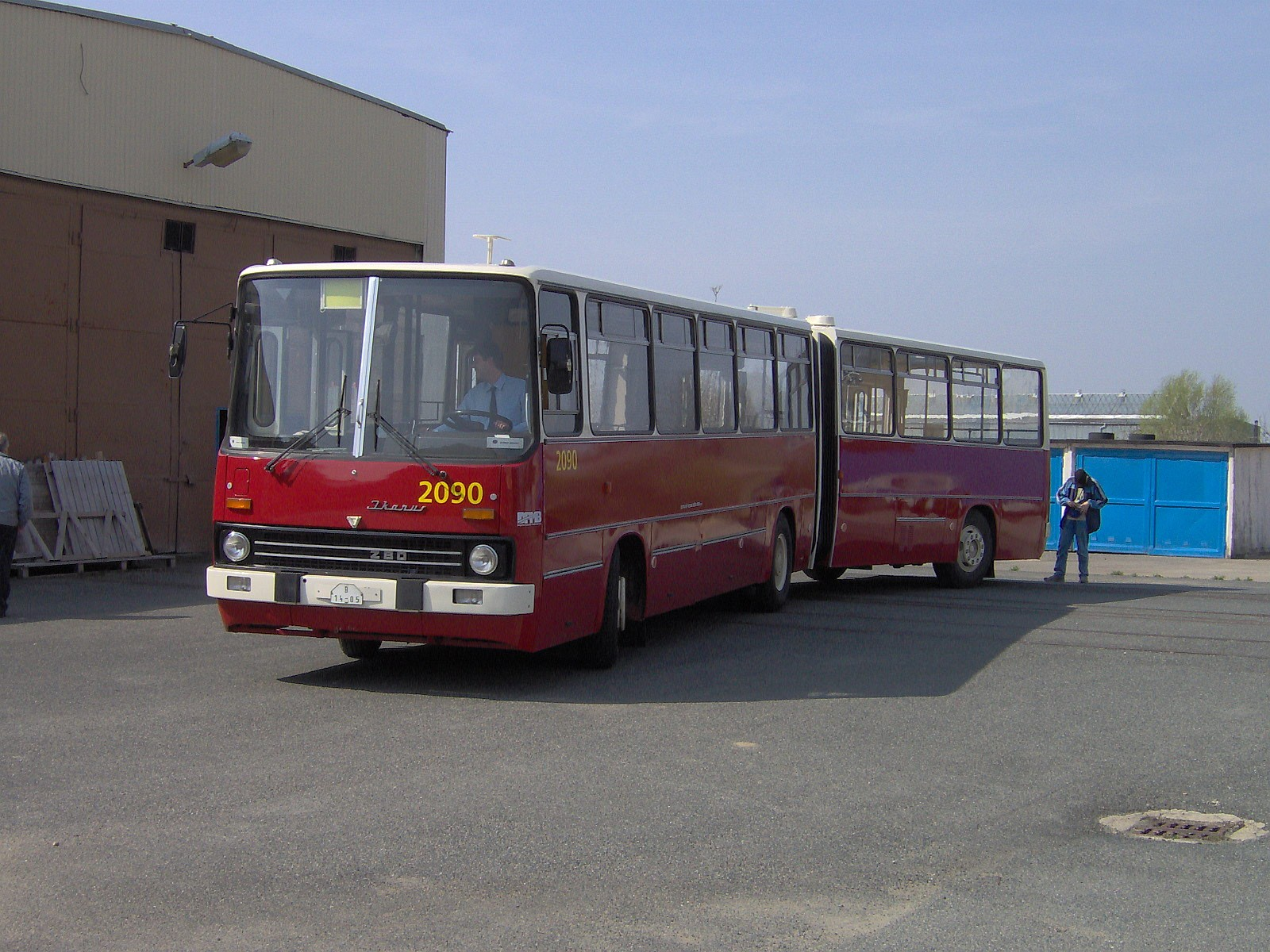
Ікарус 280. Брно.
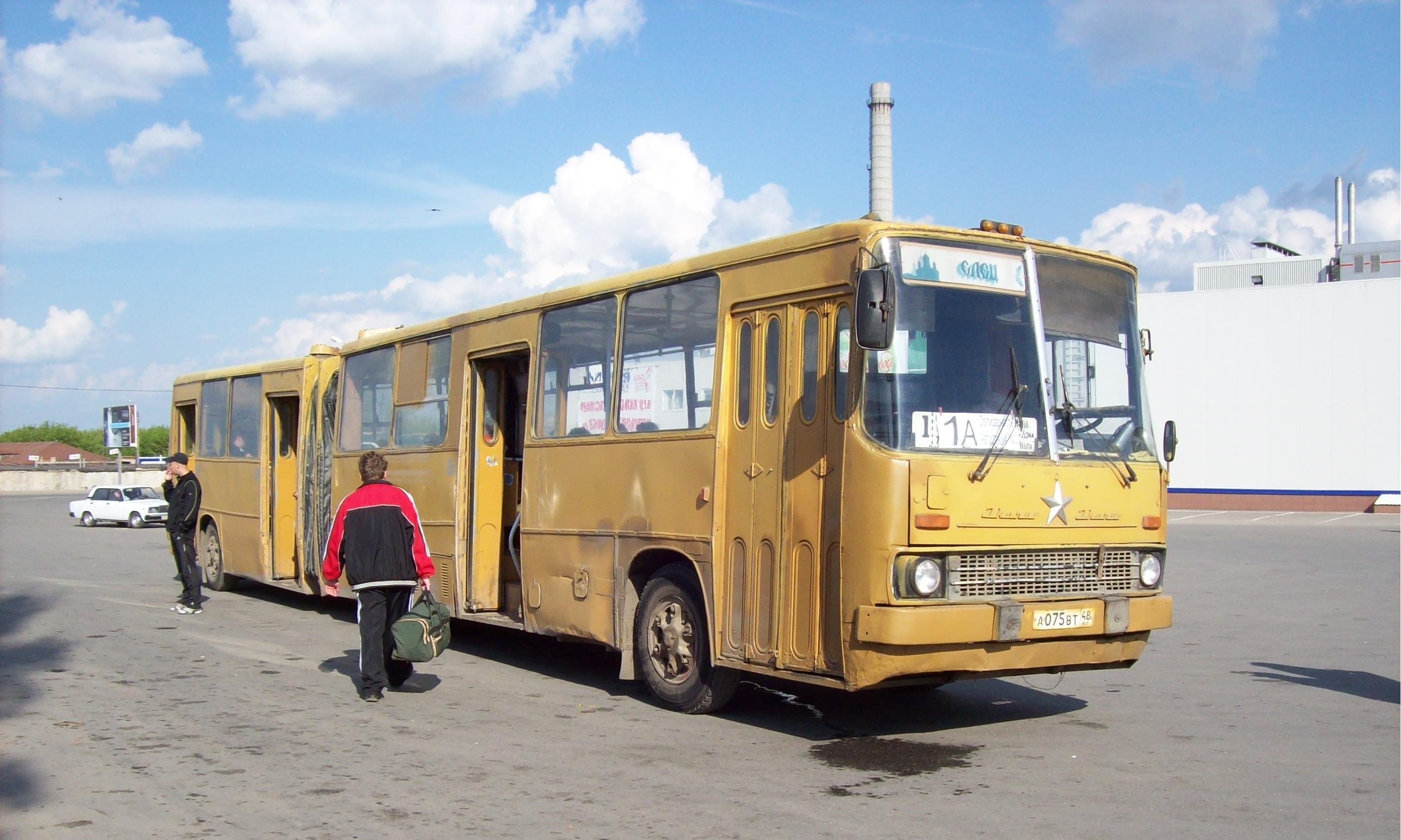
Ікарус 280. Єлець.
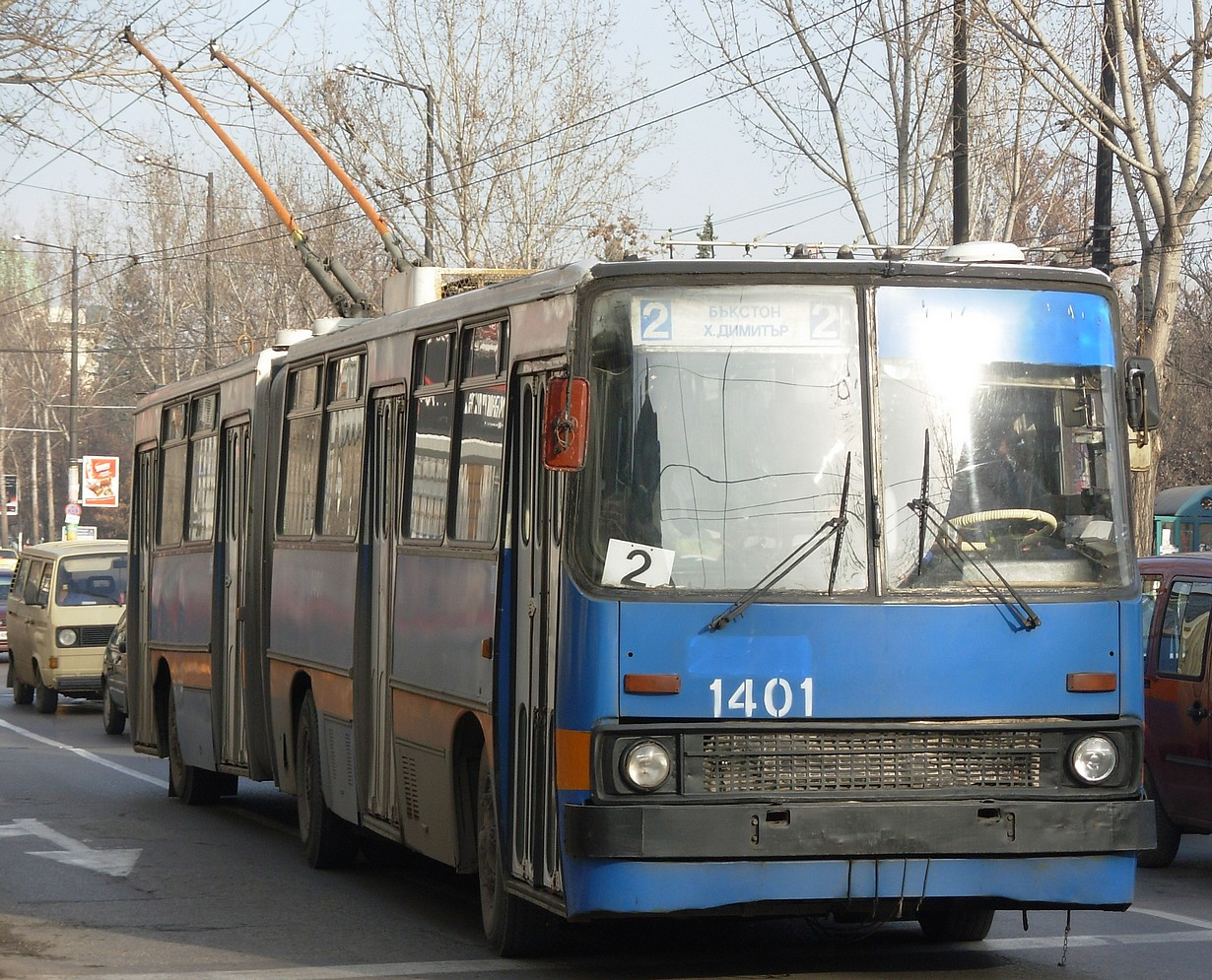
Ікарус 280 T Софія

## Ikarus 280T
На базі зчленованої моделі 280 з 1975 по 1989 роки випускалися невеликими партіями тролейбуси під позначенням 280Т. Тролейбуси мали електрообладнання різних виробників, в тому числі і радянських електрообладнання тролейбусного заводу ЗіУ (Заводу імені Урицького), але частіше застосовувалося угорське Ganz.

## Ikarus 280 у фільмах
- У одному з фільмів Джекі Чана, де він відправляється у Туреччину, під час того, як Джекі подорожує по місту, видно кілька автобусів Ikarus 280